# Ryarsh
Ryarsh är en ort och civil parish i grevskapet Kent i sydöstra England. Orten ligger i distriktet Tonbridge and Malling, cirka 10 kilometer nordväst om Maidstone. Tätorten (built-up area) hade 491 invånare vid folkräkningen år 2021.